# 巴布阿卡兰
巴布阿卡兰（Babua Kalan），是印度贾坎德邦Dhanbad县的一个城镇。总人口8829（2001年）。

## 人口
该地2001年总人口8829人，其中男性4817人，女性4012人；0—6岁人口1464人，其中男723人，女741人；识字率50.01%，其中男性为60.58%，女性为37.31%。